# Borgo Vecchio (Roma)
Borgo Vecchio, chiamata anche nel medioevo Via Sancta, Carriera Sancta (entrambe "Strada santa") e Carriera Martyrum ("Strada dei martiri"), era una strada della città di Roma, importante per ragioni storiche e architettoniche. La strada è stata demolita insieme al quartiere circostante fra il 1936 ed il 1940 a causa della costruzione di via della Conciliazione.

## Ubicazione

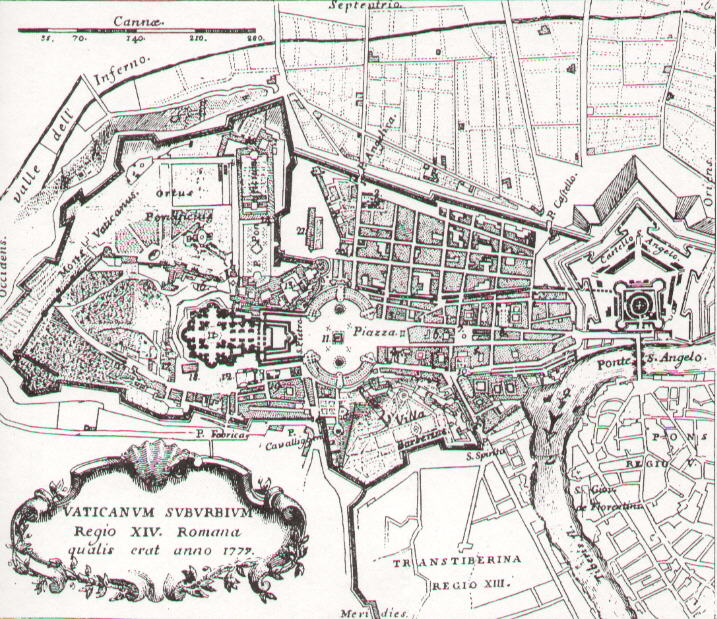
Borgo nel 1779 (Mappa stampata da Monaldini). Borgo Vecchio è la seconda strada da sud tra i sette che si irradiano dal castello.

Situata nel rione Borgo, la strada si estendeva in direzione approssimativamente E-W, tra Piazza Pia, che segna l'ingresso dei Borghi vicino alla riva destra del Tevere e Piazza Rusticucci, la quale sino alla sua distruzione era il vestibolo di Piazza San Pietro. A circa due terzi della sua lunghezza, Borgo Vecchio attraversava Piazza Scossacavalli, il centro del Rione. Insieme alla strada vicina di Borgo Nuovo, aperta nel 1499, Borgo Vecchio delimitava la cosiddetta spina (il nome deriva dalla sua somiglianza con la striscia mediana di un circo romano), composta da diversi isolati allungati in direzione Est-Ovest tra il castello e San Pietro.

## Denominazioni
Durante il medioevo la strada venne chiamata Via Sancta o anche, con un termine di origine francese, Carriera Sancta  e Carriera Martyrum, a causa dei martiri che andarono a morire nel Circo di Nerone. La denominazione Borgo Vecchio risale a dopo il 1570, per analogia con la vicina Borgo Nuovo. Infatti da quel periodo fu così ribattezzata la via Alessandrina in Borgo; ciò fu dovuto all'apertura di un'altra via Alessandrina in città. La nuova strada, situata nel rione Monti, prese il nome dal suo promotore, il cardinale Michele Bonelli, soprannominato "Cardinale Alessandrino" dalla sua città d'origine in Piemonte.

## Storia

### Età romana e medievale
Durante l'età romana una strada, la Via Cornelia, correva attraverso la regione Vaticana in direzione est-ovest. È oggetto di discussione tra gli studiosi se questa strada abbia seguito lo stesso percorso del futuro Borgo Vecchio, oppure se corresse a nord di esso, proprio nel mezzo della spina. Dall'Alto Medioevo molte fonti - a partire dal VI secolo con Procopio e sino al XIII secolo con l'anonimo autore della "Vita di Cola di Rienzo" - menzionano un passaggio coperto, il Portico (chiamato anche Portica oppure Porticus Sancti Petri), eretto a protezione dal sole e dalla pioggia per i pellegrini diretti a San Pietro e provenienti dalla città attraverso Ponte Sant'Angelo. Questi, dopo essere entrati nel Borgo da una porta (in seguito denominata Porta Castello) potevano attraversare il Borgo dei Sassoni (oggi Borgo Santo Spirito) oppure passare sotto il portico. È probabile che la portica fosse un percorso di origine romana, il Porticus Maior, il quale aveva due archi alle sue estremità. Secondo diversi studiosi, il portico sarebbe stato situato pressappoco al centro dell'odierna via della Conciliazione; secondo altri, invece, esso avrebbe avuto lo stesso tracciato del futuro Borgo Vecchio. Un indizio a favore di quest'ultima ipotesi potrebbe essere dato dalla larghezza di Borgo Vecchio, che era quasi ovunque costante e pari a 6,90 m. Tuttavia, nonostante le molte testimonianze, durante i lavori di demolizione per la costruzione di Via della Conciliazione non venne trovato nulla che potesse suggerire l'esistenza di un passaggio coperto. È quindi possibile che come portica si intendesse la successione dei portici delle case, una caratteristica comune dell'architettura romana medievale, la quale permetteva ai pellegrini di raggiungere San Pietro da Ponte Sant'Angelo senza camminare all'aperto.
I pontefici ebbero sempre molta cura di questo percorso; Adriano I (r. 772-95) fece estrarre più di 12.000 blocchi di tufo dal Tevere, ampliando e riparando la strada; Pasquale I (r. 817-24) e Leone IV (r. 847-855) effettuarono restauri dopo due terribili incendi che devastarono Borgo; Innocenzo II (r. 1130-43) rinnovò la copertura in tegole della strada. Durante la cattività avignonese il flusso dei pellegrini verso Roma diminuì di molto, causando la decadenza del Borgo. Ammettendo l'esistenza del portico, esso avrebbe dovuto crollare durante questo periodo, e non fu mai restaurato, dal momento che ai Papi era ben chiaro che ogni passaggio ben coperto avrebbe potuto essere un rifugio prezioso per i nemici che cercavano di assaltare il castello e di raggiungere il ponte. Al suo posto appare nelle fonti la strada chiamata Via Sancta o anche, con un termine di origine francese, Carriera Sancta e Carriera Martyrum.
Sino all'inizio del Rinascimento, Borgo Vecchio e Borgo Santo Spirito furono le uniche strade che permettevano ai pellegrini provenienti dalla sponda sinistra del Tevere di raggiungere la Basilica Vaticana. A causa di ciò, entrambe le strade furono sistemate da Papa Nicolò V (r. 1447-55).

### Rinascimento

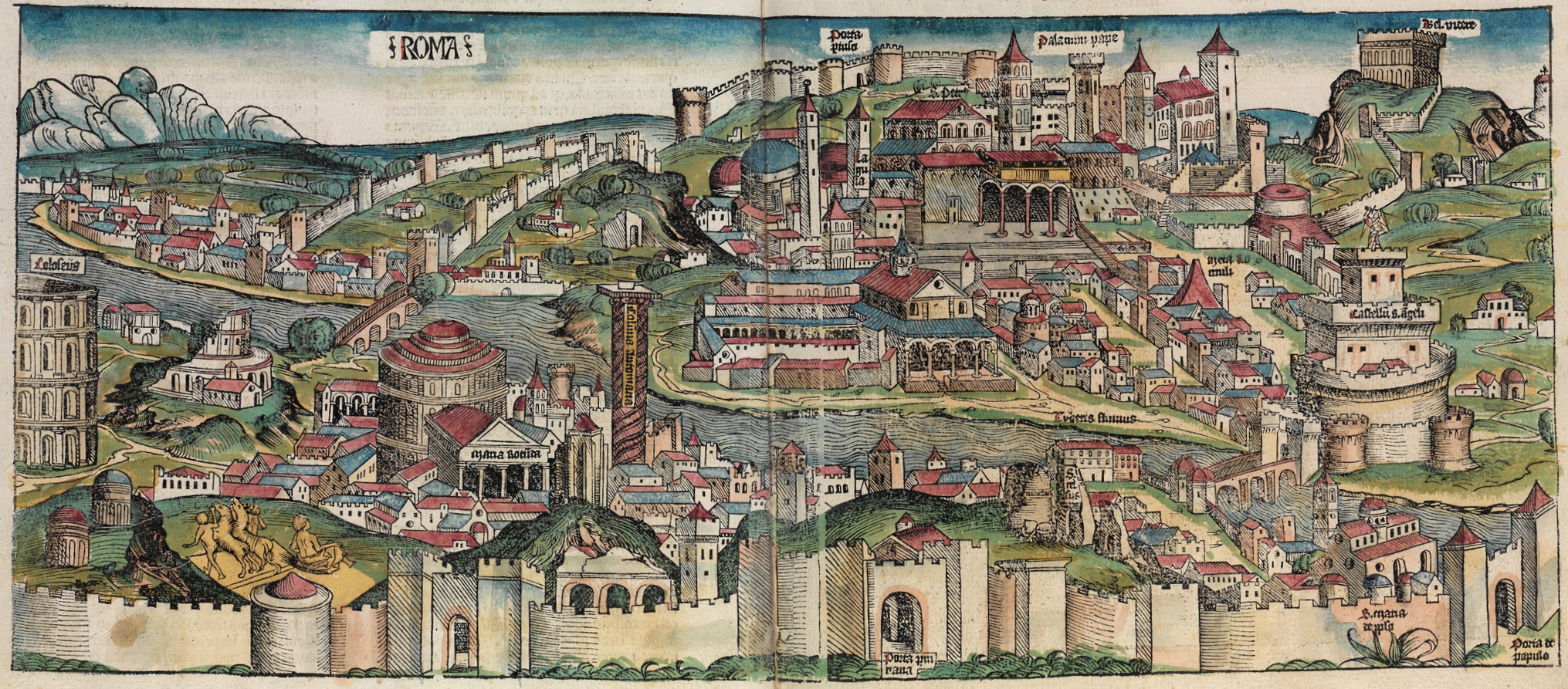
Roma alla fine del XV secolo secondo Hartmann Schedel: Borgo vecchio è la strada fra il Castello e San Pietro a sinistra della piramide chiamata Meta Romuli

Alla fine del XV secolo, dopo l'inizio del Rinascimento, furono costruite altre due strade che da Ponte Sant'Angelo portavano a San Pietro: Borgo Sant'Angelo, noto anche come via Sistina dal suo committente Papa Sisto IV (r. 1471-84 ca.), situata appena a sud del Passetto (il passaggio coperto che collega il Vaticano con il Castello); e Borgo Nuovo, noto anche come Via Alessandrina, da papa Alessandro VI Borgia (r. 1492-1503 ca.), che lo fece aprire. La costruzione di queste due strade risolse i problemi di traffico tra la città e San Pietro, causando a sua volta il declassamento di Borgo Vecchio, che fu relegato al ruolo di strada locale. La via comunque venne fatta mattonare nel 1474 da Sisto IV.
A causa della sua importanza ridotta, Borgo Vecchio fu meno toccato rispetto al vicino Borgo Nuovo dalla febbre edilizia durante l'alto rinascimento: tuttavia, in quel periodo anche lì vennero eretti alcuni nuovi edifici.
Di fronte alla chiesa di Santa Maria in Traspontina, Antonio da Sangallo il giovane progettò tra Borgo Vecchio e Borgo Nuovo il Palazzo del Governatore di Borgo, originariamente destinato a dimora del protonotario apostolico Giovanni dal Pozzo, e successivamente convertito in prigione. Il palazzo fu demolito nel 1937, ma il portale fu riutilizzato in un nuovo edificio eretto da Marcello Piacentini al n. 15 di Via della Conciliazione.
Un altro importante edificio era un palazzetto al n. 121-22 eretto da papa Gregorio XIII (r. 1572-85) come residenza per i collaboratori dell'Ospedale di Santo Spirito; esso aveva pianterreno bugnano, finestre al piano nobile con timpani alternati triangolari e curvi e attico ad arcate. Esso fu restaurato e raddoppiato nel 1789 da Giuseppe Valadier per iniziativa di monsignor Francesco Albizzi, precettore dell'ospedale. L'edificio fino alla sua demolizione mostrava sopra i due portoni gli stemmi dell'Albizzi e del papa. Le sue linee (ma non gli stemmi) sono state riprodotte nell'edificio a 4 piani situato a Via della Conciliazione n. 7 in angolo con via dell'Ospedale.
Poco prima di piazza Scossacavalli, sul lato destro della via era situato l'oratorio di San Sebastiano a Scossacavalli, una dipendenza della vicina chiesa di San Giacomo, la cui costruzione iniziò nel 1600 e la cui facciata rimase incompiuta.
Dopo San Sebastiano la strada conduceva a Piazza Scossacavalli, il cui lato sud ospitava il grande palazzo eretto da Baccio Pontelli per conto del cardinale Domenico Della Rovere, nipote di Sisto IV, e ora parte del lato sud di Via della Conciliazione. La casa situata tra Borgo Vecchio e l'angolo sud-ovest della piazza ospitò nel XV secolo due regine deposte: Caterina di Bosnia, che visse lì nel 1477-78, e Carlotta di Cipro.
Procedendo ulteriormente verso San Pietro, sino alla metà del XVI secolo sorgeva la casa di Gaspare Torello, archiatra di Papa Alessandro VI. In questo punto, sul lato sud, nel 1565 fu costruito il Palazzo Serristori.
Più a ovest, sul lato nord, i Cybo, una nobile famiglia che arrivò al soglio papale con Papa Innocenzo VIII (r. 1484-1492), eressero le loro case alla fine del XV secolo. Di fronte a loro Francesco Armellini Pantalassi de' Medici, cardinale di San Callisto, fece costruire il suo palazzo,. che fu successivamente acquistato dalla famiglia Cesi. Quest'edificio, ricostruito nel 1575 da Martino Longhi il Vecchio, esiste ancora, sebbene mutilato, in via della Conciliazione.
Gli ultimi edifici sul lato sud della strada prima della sua fine in piazza Rusticucci erano la chiesa di San Lorenzo in Piscibus (ancora esistente, sebbene spogliata delle sue sovrastrutture e decorazioni barocche e nascosta nel cortile del propileo meridionale di Piazza San Pietro) e il Palazzo Alicorni, un severo palazzo rinascimentale demolito nel 1931 per delimitare il confine della Città del Vaticano dopo la firma dei Patti Lateranensi. Chiamato all'inizio del XIX secolo Palazzo della Gran Guardia (o della Guardia Reale) in onore della Guardia che montava quotidianamente per proteggere il papa quando si trovava nel Palazzo del Vaticano, l'edificio è stato ricostruito da Marcello Piacentini lungo Borgo Santo Spirito 10 anni dopo la sua demolizione.

### Età barocca e moderna

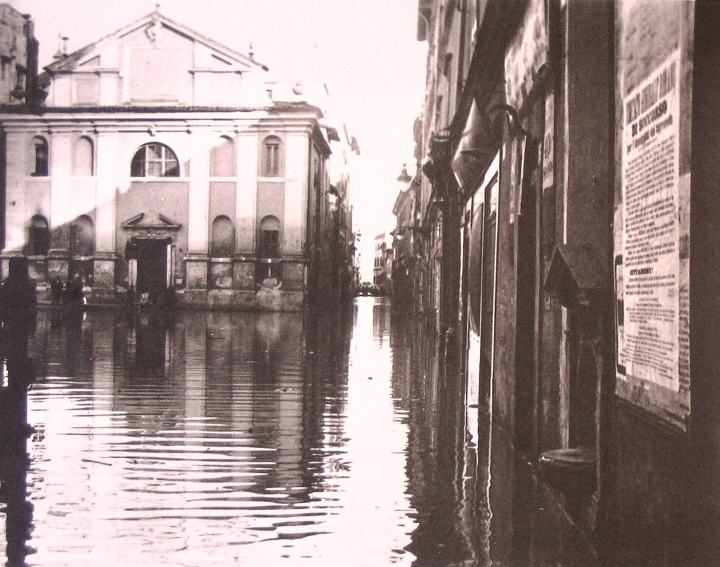
Piazza Scossacavalli e Borgo Vecchio verso est durante l'inondazione del Tevere del 15 febbraio 1915

Intorno al 1660, durante il regno di Papa Alessandro VII (r. 1655-67), dopo la costruzione del colonnato del Bernini,  fu abbattuto il primo isolato della spina tra Borgo Vecchio e Borgo Nuovo verso San Pietro, chiamato isola del Priorato dall'edificio che ospitava il Priorato dei Cavalieri di Rodi; ciò fu fatto per creare uno spazio - Piazza Rusticucci - che consentisse la visione completa della cupola di San Pietro, nascosta dalla navata del Maderno. In questo modo Borgo Vecchio fu privata della sua estremità occidentale.
All'inizio del XIX secolo, quando Roma faceva parte del Primo Impero francese, il prefetto della città, Camille de Tournon-Simiane, iniziò la demolizione della spina. Comunque, alla caduta di Napoleone era stata demolita solo la prima casa all'estremità orientale, e dopo il ritorno del Papa fu ripristinata la situazione precedente. Nel 1850 fu eretto un nuovo edificio, palazzo Sauve; esso sostituì una casa che era stata demolita durante la repubblica romana del 1849. Addossata alla facciata est del palazzo fu eretta da papa Pio IX (r. 1846-78) una grande fontana, la "Fontana dei Delfini", che segnava l'inizio della "Spina". Il palazzo fu demolito nel 1936 e la fontana venne rimontata nel 1958 nella Città del Vaticano.
Nel 1858 all'inizio dei Borghi Pio IX fece costruire da Luigi Poletti due edifici gemelli che, insieme alla fontana dei delfini, costituivano un ingresso scenografico alla città leonina. Essi hanno lo stesso stile tardo neoclassico della Manifattura dei Tabacchi a piazza Mastai in Trastevere, eretta da Antonio Sarti qualche anno più tardi. Quello meridionale si trovava tra il lato sud di Borgo Vecchio e Borgo Santo Spirito.
Nel 1867, una bomba collocata nel palazzo Serristori (a quel tempo una caserma dell'esercito pontificio) a Borgo Vecchio uccise molti zuavi (i soldati del papa). Gli attentatori, Giuseppe Monti e Gaetano Tognetti, due romani fautori dell'unificazione della loro città con il Regno d'Italia, furono impiccati.
Nel corso del XIX secolo, diversi edifici della parte orientale della strada fino a Piazza Scossacavalli furono sottoposti a ristrutturazione, mentre la parte occidentale poté mantenere il suo carattere. Alla vigilia della sua scomparsa, Borgo Vecchio era una strada tranquilla e appartata, priva degli edifici artistici e dei negozi del vicino Borgo nuovo.

### La demolizione

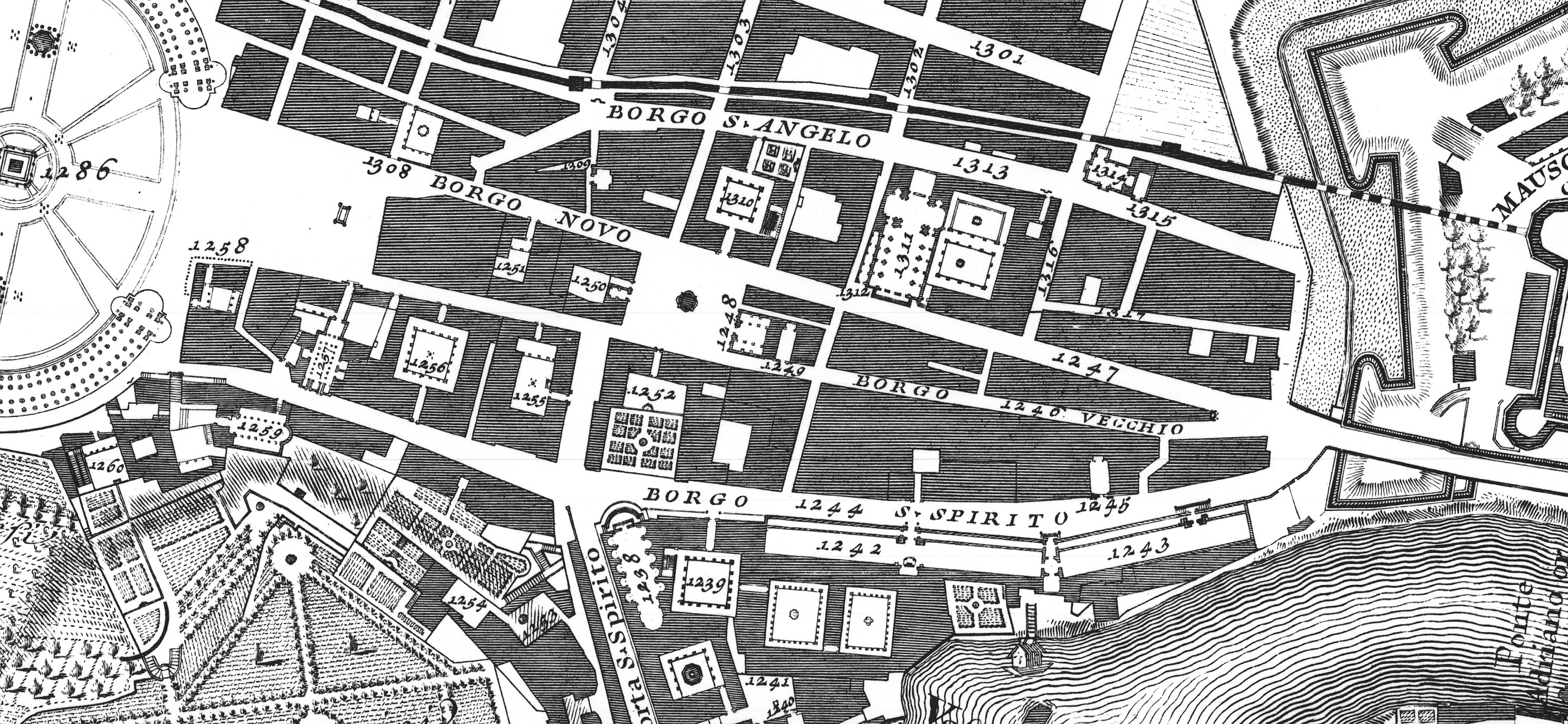
La parte centrale di Borgo con la spina delimitata da Borgo Nuovo e Borgo Vecchio nella pianta di Roma di Giambattista Nolli (1748)

Tra il 1934 e il 1936, quando fu sviluppato il progetto di Via della Conciliazione, gli architetti Marcello Piacentini e Attilio Spaccarelli scelsero di dare alla nuova strada l'allineamento di Borgo Vecchio, e non del vicino Borgo Nuovo, che era allineato tra la scomparsa torre di Alessandro VI vicino al Ponte Sant'Angelo e la porta di bronzo del Vaticano, e aveva una pendenza di 6 gradi rispetto all'antica basilica di San Pietro. Questa risoluzione, presa per motivi di prospettiva e per evitare la demolizione del Palazzo dei Penitenzieri, delimitante il lato sud di Piazza Scossacavalli e parallelo al lato sud di Borgo Vecchio, permise la sopravvivenza di alcuni tra i principali edifici della strada, come i Palazzi Cesi-Armellini (pur mutilato) e Serristori. Per questo motivo, mentre la "spina", con tutto il lato nord di Borgo Vecchio, fu demolita tra il 29 ottobre 1936 e l'8 ottobre 1937, il lato sud della strada esiste in parte ancora oggi, sebbene in un contesto totalmente diverso.

## Edifici e monumenti notevoli
- Palazzo Sauve (demolito)

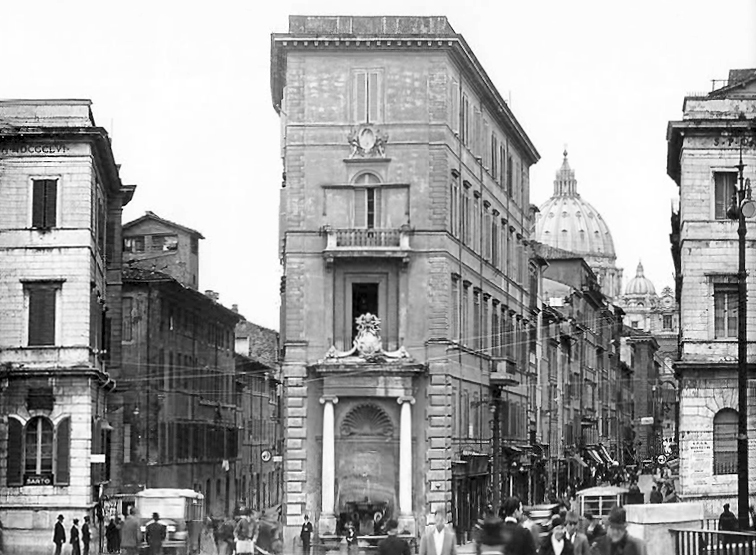
L'entrata orientale ai Borghi negli anni trenta del XX secolo. Borgo vecchio è la strada a sinistra di Palazzo Sauve, L'edificio con la fontana addossata al prospetto

- Palazzo del Governatore di Borgo (demolito, elementi riusati)
- Oratorio di San Sebastiano a Scossacavalli (demolito)
- Palazzo Cesi-Armellini (parzialmente demolito)
- Palazzo Serristori
- San Lorenzo in Piscibus (parzialmente demolita)
- Palazzo Alicorni (demolito e ricostruito)